# 최고운 유적
최고운 유적(崔孤雲 遺蹟)은 대한민국 충청남도 보령시 남포면 월전리에 있는 남북국 시대 신라의 유적이다. 1984년 5월 17일 충청남도의 문화재자료 제145호로 지정되었다.

## 개요
통일신라 말기 뛰어나 학자인 고운(孤雲) 최치원(崔致遠, 857~?)이 선유(仙遊)한 곳으로 전해지는 유적으로 최치원은 신라 6두품 출신의 유학자로 당에 유학한 후 돌아와 신분 제약으로 자신의 뜻을 실현하기 어려워지자 관직에 미련을 버리고 전국을 유람하였는데, 경치가 아름다운 이곳에서도 머물면서 병풍처럼 둘러진 암벽에 한시(漢詩)를 새겼다고 전하나 지금은 마모되어 알아 볼 수 없다.
1955년 남포방조제 건설 전에는 맥도(麥島, 보리섬)로 불린 섬이었으나 지금은 유지가 되었다.

## 참고 문헌
- 최고운유적 - 국가유산청 국가유산포털